# Raión de Shahbuz
Shahbuz (en azerí: Şahbuz) es uno de los cincuenta y nueve rayones de Azerbaiyán, se encuentra localizado en la República Autónoma de Najicheván. La ciudad capital es la ciudad de Shahbuz.

## Territorio y Población
Posee una superficie de 918 kilómetros cuadrados, los cuales son el hogar de una población compuesta por unas 21.800 personas. Por ende, la densidad poblacional se eleva a la cifra de los 23,7 habitantes por cada kilómetro cuadrado de este rayón.